# Paul Butterfield
Paul Butterfield (Chicago, 1942. december 17. – Hollywood, 1987. május 4.) amerikai bluesharmonikás, énekes, zenekarvezető.

## Pályafutása
Fiatalon klasszikus fuvolaművésznek tanult, majd a blues harmonika játékkeltette fel érdeklődését. Chicagóban fedezte fel a bluest, ahol találkozott Muddy Watersszel és más blueszenészekkel, akik bátorítást és lehetőséget is nyújtottak számára jam sessionökbe beszállni. Hamarosan együtt kezdett fellépni Nick Gravenitesszel és Elvin Bishoppal. 1963-ban megalakította a Paul Butterfield Blues Bandet, és számos sikeres albumot vett vele fel. Az 1960-as évek második felében igen népszerű volt fesztiválkon és koncerteken. Fellépett a San Francisco-i Fillmore Westen, a Fillmore Easten, a New York-i, a Monterey-i és a Woodstocki fesztiválon.
Zenekara ötvözte az elektromos chicagói bluest rockkal, továbbá úttörő volt fúziós jazz fellépésekkel és felvételekkel is.
Az együttes 1971-ben feloszlott. Butterfield ezután is folytatta a turnéját, lemezfelvételeket lészített a Paul Butterfield's Better Days zenekarral, Muddy Watersszel, valamint egy  roots rock band tagjaival dolgozott.
Butterfield 1987-ben, 44 éves korában kábítószer-túladagolás következtében meghalt.
2006-ban bekerült a Blues Hall of Fame-be, a Paul Butterfield Blues Band pedig 2015-ben a Rock and Roll Hall of Fame-be.

## Albumok
- 1965: The Paul Butterfield Blues Band – The Paul Butterfield Blues Band
- 1966: The Butterfield Blues Band – East-West
- 1967: The Butterfield Blues Band – The Resurrection of Pigboy Crabshaw
- 1968: The Butterfield Blues Band – In My Own Dream
- 1969: The Butterfield Blues Band – Keep On Moving
- 1970: The Butterfield Blues Band – Live
- 1971: The Butterfield Blues Band – Sometimes I Just Feel Like Smilin'
- 1972: The Paul Butterfield Blues Band – An Offer You Can't Refuse
- 1972: The Paul Butterfield Blues Band – Golden Butter (The Best of…)
- 1973: Paul Butterfield's Better Days – Better Days
- 1973: Paul Butterfield's Better Days – It All Comes Back
- 1976: Paul Butterfield – Put It In Your Ear
- 1981: Paul Butterfield – North South
- 1986: Paul Butterfield – The Legendary Paul Butterfield Rides Again
- 1995: The Paul Butterfield Blues Band – The Original Lost Elektra Sessions
- 1995: Paul Butterfield Blues Band – Strawberry Jam
- 1996: Paul Butterfield Blues Band – East-West Live
- 1997: The Paul Butterfield Blues Band – An Anthology: The Elektra Years
- 2010: Paul Butterfield – Live At Rockpalast
- 2013: The Butterfield Blues Band – Live Vol. 2
- 2015: Paul Butterfield – Complete Albums 1965–1980 (14-CD-Box)
- 2016: The Paul Butterfield Blues Band – Unicorn Coffee House '66

### Közreműködő
- John Mayall – Hard Road (1967)
- Muddy Waters – Fathers and Sons (1969)
- Bonnie Raitt – Give It Up (1972)
- Muddy Waters – Muddy & The Wolf (1974)
- Maria Muldaur – Waitress In A Donut Shop (1974)
- Muddy Waters – Woodstock Album (1975)
- Bonnie Raitt – Glow (1979)
- Foghat – Zig-Zag Walk (1983) Remastered
- Little Mike & The Tornadoes – Heart Attack (1990)
- Muddy Waters – Chess Box (1990)
- Mike Bloomfield – Don't Say That I Ain't Your Man: Essential Blues 1964–1969 (1994)
- Muddy Waters – Anthology: 1947–1972 (2001)
- John Mayall – As It All Began: The Best Of John Mayall & The Bluesbreakers 1964–1969 (1998)
- Hoyt Axton – Rustyold Halo/Where Did The Money Go (1998)
- Hoyt Axton – Gotta Keep Rollin': The Jeremiah Years 1979–1981 (1999)
- The Band – Last Waltz (2002) Box-Set
- Rough Guide To Chicago Blues (2003)
- Come To The Mountain: Old Time Music For Modern Times (2005)
- Rick Danko – Cryin' Heart Blues (2005)
- James Cotton – V-8 Ford Blues (2005)
- Levon Helm – Live At The Palladium NYC, New Years Eve 1977 (2006)
- Ivan Rebroff – Le Meilleur (2007)
- Stevie Ray Vaughan – Solos, Sessions & Encores (2007)
- Levon Helm – Levon Helm & The RCO All-Stars: American Son (2008)

## Díjak
- 2006: Blues Hall of Fame
- 2015: Rock and Roll Hall of Fame (Paul Butterfield Blues Band)